# مارك ميلر (كرة سلة)
مارك ميلر (بالإنجليزية: Mark Miller)‏ مواليد 15 سبتمبر 1975 في شيكاغو، هو مدرب كرة سلة أمريكي ولاعب سابق. بدأ مسيرته الاحترافية في سنة 1998. يبلغ طوله 6 قدم 2 بوصة (1.9 م). اعتزل اللعب في 2005.

## المسيرة الاحترافية
لعب مع نادي سبليت لكرة السلة في موسم 1998–1999، ثم لعب مع فنربخشة لكرة السلة في الدوري التركي في موسم 1999–2000، ثم لعب مع تليكوم باسكتس بون في الدوري الألماني في موسم 2000–2001، ثم لعب مع نادي أولمبيا لاريسا لكرة السلة في سنة 2002، ثم لعب مع ليموج سي إس بي في الدوري الفرنسي في موسم 2002–2003، ثم لعب مع أسكو غدينيا في موسم 2004–2005.

## روابط خارجية
- مارك ميلر على موقع الدوري الأوروبي لكرة السلة (الإنجليزية)
- مارك ميلر على موقع كرة السلة الأوروبية.كوم (الإنجليزية)
- مارك ميلر على موقع كلية كرة السلة في سبورتس رفرنس.كوم (الإنجليزية)
- مارك ميلر على موقع ريلجم (الإنجليزية)
- مارك ميلر على موقع بروبوليرز (الإنجليزية)
- مارك ميلر على موقع سبورتس رفرنس (الإنجليزية)